# Нандая
Нандая (Aratinga nenday) — вид папугоподібних птахів родини папугових (Psittacidae). Поширений в Південній Америці.

## Поширення
Вид поширений у регіоні відомому як Пантанал (на південному сході Болівії, південному заході Бразилії, центральному Парагваї та півночі Аргентини). Населяє савани та пальмові гаї.
Інтродуковані самовідтворювані популяції є у деяких районах США (Каліфорнія, Техас, Флорида), у Пуерто-Рико, поблизу Буенос-Айреса (в Аргентині), Уругваї.

## Опис
Нандая має довжину від 27 до 30 см, вагу 140 г. Оперення переважно зеленого кольору. Має чорну маску на обличчі та чорний дзьоб. Крім того, на крилах видніються чорні махові пір'я, а довгий хвіст, окантований на кінці синім кольором. Верх грудей синювато-зелений, а нижня частина блідо-зелена. Пір'я, що покриває стегна, червоне.

## Спосіб життя
Харчується насінням, фруктами, пальмовими горіхами, ягодами, квітами та плодами. Дикі папуги використовують переважно хащі та лісові галявини навколо населених пунктів. Вони часто відвідують відкриті савани, луки та плантації, і в деяких районах вважаються шкідниками. Гніздяться в природних порожнинах або дуплах дерев. Самиці відкладають по три-чотири яйця. Після догляду за дитинчатами всі папуги утворюють досить великі зграї до наступного сезону розмноження.